# كورتو المالطي
كورتو المالطي (بالإيطالية: Corto Maltese)‏ شخصية خيالية في قصص المغامرة المصورة التي تحمل ذات الاسم، من تأليف الإيطالي هوغو برات، نشرت لأول مرة عام 1967، عن قصة قبطان بحري غامض يعيش في العقود الثلاثة الأولى من القرن العشرين. وقد أشاد الكثير من النقاد والجمهور على حد سواء بهذه السلسلة المصورة كواحدة من أجمل الروايات الفنية المرسومة، وتُرجمت إلى العديد من اللغات.

## تاريخ النشر
الشخصية ظهرت لأول مرة في سلسلة أغنية البحر المالح، وهي واحدة من قصص هوجو برات التي تم نشرها في الطبعة الأولى من مجلة الرقيب كيرك في يوليو عام 1967، و في عام 1970 انتقل هوغو برات إلى فرنسا وبدأ سلسلة القصص القصيرة كورتو المالطي في المجلة الفرنسية (بيف غادجيت) في عملية نشر دورية دامت لمدة أربع سنوات انتج خلالها العديد من القصص المكونة من عشرين صفحة.
في عام 1976 تم نشر أغنية البحر المالح في شكل كتاب و حصل الكتاب على جائزة أفضل ألبوم قصص واقعية مصورة أجنبية في (مهرجان انجلوم الدولي للقصص المصورة) واستمر برات في إنتاج قصص جديدة على مدى عقدين متتاليين، ظهر العديد منها للمرة الأولى في مجلة (ابومونس كوميك) حتى عام 1988 حين بدأت سلسلة القصة الأخيرة (مو) وانتهت في يونيو 1989.
في السابع من أكتوبر عام 2014 أعلن الناشر الإيطالي كونغ الذي يملك حقوق كورتو المالطي أن الألبوم الجديد سوف يقدمه الكاتب جوان دياز والفنان روبن بيليجيرو. وتم إصدار الألبوم في أوروبا يوم 30 سبتمبر عام 2015 تحت العنوان الفرنسي (تحت الشمس حتى منتصف الليل) وتدور أحداثه في عام 1915. وقد أُعلن أن مزيد من الألبومات سوف تتبعه.

## شخصية كورتو المالطي

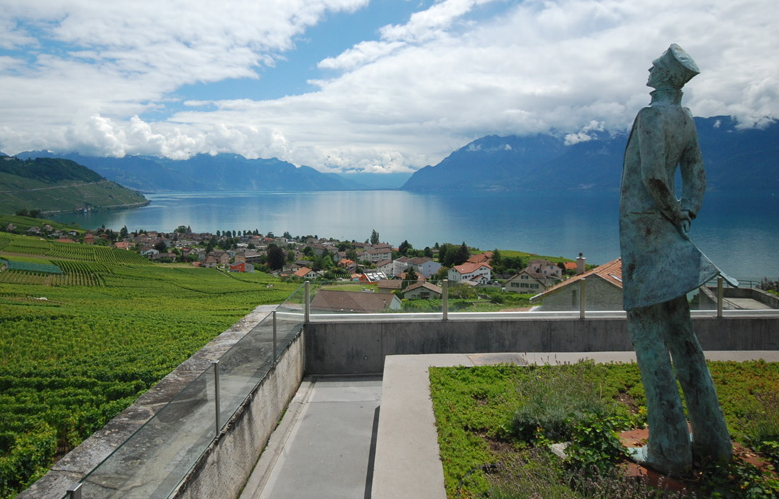
تمثال كورتو المالطي في غراندفو - سويسرا

كورتو هو قبطان بحري مغامر ولد يوم 10 يوليو عام 1887 م في(فاليتا - مالطا) وهو ابن لبحار بريطاني من مقاطعة كورنوال وأم رومانية. ونشأ في الحي اليهودي، واكتشف أنه لا يملك خط المصير في كف يديه لذلك استخدم موس والده وحفر خط مصيره بنفسه، وقرر أن مصيره هو الذي اختاره باراداته. وعلى الرغم أن كورتو يبدو محايد إلا أنه و بشكل غريزي يدعم المظلومين والمحرومين. فهو «محتال لكن قلبه من ذهب».
قصة كورتو المالطي تقع اغلب احداثها بين عامي 1900-1920 في اماكن مختلفة من العالم مثل اثيوبيا وايرلندا والبحر الكاريبي وغينيا الجديدة، خلال رحلاته في البحث عن كنز أو في مهمة لفك رموز خريطة قديمة.